# Дантонія
Данто́нія (Danthonia) — рід багаторічних трав'янистих рослин родини тонконогові (Poaceae). Рід названий на честь французького ботаніка й агронома Етьєна Дантойна (фр. Étienne Danthoine, 1739–1794), який досліджував у XVIII столітті трави Провансу.

## Опис
Багаторічна рослина. Кореневища відсутні або короткі або видовжені. Стебла підняті. Листові пластини вузькі, плоскі або плющені. Суцвіття — відкрита або зменшена волоть, іноді зводиться до китиці. Колоски великі, довжиною до 25 мм, стиснуті з боків, складаються з 2–12 квітів. 

## Поширення
Азія (західна й північно-східна), Європа (майже вся), Північна Африка, Північна й Південна Америки (переважна частина). Вид голарктично-неотропічний, росте у відкритих середовищах проживання, пасовищах та відкритих лісах, часто в горбистих районах.
В Україні зростає дантонія альпійська (Danthonia alpina) — на лісових луках і галявинах, кам'янистих схилах, в нижньому гірському поясі — в Карпатах, дуже рідко.